# Condado de Kamień
Nota linguística: Não confundir hrabstwo (condado) com powiat (divisão administrativa)..
Kamień (polaco: powiat kamieński) é um powiat (condado) da Polónia, na voivodia da Pomerânia Ocidental. A sede é a cidade de Kamień Pomorski. Estende-se por uma área de 1006,65 km², com 47 875 habitantes, segundo os censos de 2005, com uma densidade 47,56 hab/km².

## Divisões admistrativas
O condado possui:
Comunas urbana-rurais: Dziwnów, Golczewo, Kamień Pomorski, Międzyzdroje, Wolin
Comunas rurais: Świerzno
Cidades: Dziwnów, Golczewo, Kamień Pomorski, Międzyzdroje, Wolin

## Demografia
População (dados de 30 de Junho de 2005):
|          | Total   | Total | Mulheres | Mulheres | Homens  | Homens |
| -------- | ------- | ----- | -------- | -------- | ------- | ------ |
|          | pessoas | %     | pessoas  | %        | pessoas | %      |
| Total    | 47 875  | 100   | 24 427   | 51       | 23 448  | 49     |
| Cidades  | 25 273  | 100   | 13 115   | 51,9     | 12 158  | 48,1   |
| Povoados | 22 602  | 100   | 11 312   | 50       | 11 290  | 50     |